# رياضيات المقامرة
 رياضيات المقامرة أو رياضيات الألعاب هي فرع تطبيقي من نظرية الاحتمالات يُعنى بتحليل ألعاب الحظ (أو ما يُعرف بـ"ألعاب الصدفة")، ويمكن أن تُدرج أيضًا ضمن نطاق نظرية الألعاب.
من وجهة نظر رياضية، تُجرد ألعاب الحظ المتعلقة بالمصادفة الخالصة الى أن تكون نصيب مقدر من تجارب تولد أحداث عشوائية ضمن نوعيات متعددة، ويمكن تحليلها من خلال حساب نسبة قابلة للقياس من الاحتمالات ضمن فضاء محدود من الإمكانات.
في هذا السياق، تُمثّل "الاحتمالات" أداةً لحساب مآلات الرمي أو السحب أو الرهان، حيث يتم تحديد "فضاء العينة" بدقة (وهو مجموعة النتائج الممكنة)، ثم حساب فرص كل نتيجة باستخدام قوانين الاحتمال الكلاسيكية. ومن هنا، فإن اللعب لا يُنظر إليه على أنه مجرد ترفيه، بل كنموذج تجريبي يُماثل التجربة المعملية في العلوم الطبيعية.

## التجارب، والوقائع، وفضاءات الاحتمال
إنّ ما يجري في ألعاب الحظ من رميات وسحوبات، إنّما هو في جوهره تجارب يُستخرج منها ما يُعرف بـالأحداث العشوائية. فكلُّ لعبة، وإن بدت لهوًا، فهي عند الرياضيين نصيب معين تحكمه نسبٌ وحسابات، وتُقاس مآلاته وفق قوانين الاحتمال.
في هذا السياق، تُعدُّ رمية نردٍ واحدة تجربة احتمالية بسيطة، تَنتج عنها نتائج متعددة محصورة في فضاء معلوم، يُدعى فضاء الاحتمال، وهو مجموع النتائج الممكنة للتجربة. أما الحدث فهو مجموعة جزئية (زُمرة) من هذا الفضاء، ويخضع في بنيته إلى ما يُعرف بـالجبر البوليني، وهو بناء منطقي يسمح بإجراء عمليات الاتحاد والتقاطع والنفي على المجموعات.
أمثلة على الأحداث:
- وقوع الرقم {3، 5} يُعد حدثًا مركّبًا لأنه اتحاد حدثين: {3} ∪ {5}.
- الأحداث المفردة {1}، {2}...{6} تُسمّى أحداثًا أولية لأنها لا تنقسم.
- الحدثان {3،5} و{4} يُقال عنهما متنافيان أو متعارضان، لأن تقاطعهما فارغ: {3،5} ∩ {4} = ∅.
- الحدثان {1،2،5} و{2،5} غير متنافيين، لأن بينهما مشتركًا: {2،5} ≠ ∅.

أما في تجربة رمي نردين على التوالي، فإن ظهور "3" في النرد الأول و"5" في الثاني يُمثّلان حدثين مستقلين، لأن أحدهما لا يُؤثر في وقوع الآخر.
وفي لعبة بوكر تكساس هولدم:
- توزيع (♣3، ♦3) يُعد حدثًا أوليًا.
- توزيع زوج من الثلاثات (أي ورقتين من نفس الرقم) هو حدث مركّب، لأنه يجمع حالات متعددة.
- إذا حصل اللاعب 1 واللاعب 2 على زوج من الملوك، فالحدثان غير متنافيين.
- أما إذا أُعطي كلاهما ورقتين من القلوب أعلى من "J"، فهما متنافيان، لأن الورق لا يسمح بتكرارهما معًا.
- توزيع (7، K) للاعب 1 و(4، Q) للاعب 2 يُعدان حدثين غير مستقلين، لأن استخدام نفس الرزمة يجعل وقوع أحدهما يؤثر في الآخر.[4]

وهكذا، فإن خصائص الأحداث — من حيث البساطة أو التركيب، التنافي أو الاشتراك، الاستقلال أو التداخل — تشكّل أساسيات في حساب الاحتمال التطبيقي، وتُمكّن الباحث من بناء نموذج رياضي دقيق لسلوك اللعبة.

## التوافيق
تُعدُّ ألعاب الحظ ميدانًا عمليًّا لتجلّي مفاهيم التوافيق، والتباديل، والترتيبات، فهي تظهر في كل خطوة من خطوات اللعب: سواء أكانت توافيق البطاقات في يد اللاعب، أو البطاقات الظاهرة على الطاولة، أو تلك المتوقعة ضمن اللعبة؛ وكذلك في توافيق الأرقام*الناتجة عن رمي عدة نردات دفعة واحدة؛ أو في أرقام اليانصيب والبينغو؛ أو في رموز ماكينات القمار أو في **تباديل الفائزين في سباقات المراهنة، وغيرها.
ويُعرف هذا الفرع من الرياضيات بـالحساب التوافقي، وهو ركن أصيل في تطبيقات الاحتمال المرتبطة بالمقامرة.
في ألعاب الحظ، غالبًا ما تُبنى حسابات الاحتمال — وفق التعريف الكلاسيكي — على عدّ التوافيق الممكنة. حيث يُعبَّر عن الحدث في صورة مجموعة، وهذه المجموعة تكون في كثير من الأحيان مجموعة توافيق. وبذلك يُمكننا النظر إلى الحدث بوصفه توافيقًا محددة ضمن فضاء كل الإمكانات.
مثال توضيحي:
في لعبة "البوكر ذات السحب الخماسي"، نعتبر الحدث: "أن يملك أحد اللاعبين على الأقل أربعة أوراق من نفس الرقم" (أي ما يُعرف بتشكيلة أربعة من نوع واحد).
هذا الحدث يُطابق — رياضيًّا — مجموعة التوافيق من الشكل (xxxxy)، حيث x وy قيمتان مختلفتان من قيم الورق. يمكن عدّ هذه التوافيق كالآتي:
- هناك 13 قيمة ممكنة لـx (الرقم المكرَّر 4 مرات).
- لكل منها طريقة واحدة لاختيار 4 أوراق من نفس النوع: C(4,4) = 1.
- تبقى 48 ورقة (من أصل 52) لاختيار الورقة الخامسة: إذًا 48 خيارًا ممكنًا لـy.

وعليه، فإن عدد التوافيق الممكنة لهذا الحدث هو:  13 × 1 × 48 = 624 توافيق.
ومن أمثلتها:
- (♠3، ♣3، ♥3، ♦3، ♣J)
- أو (♠7، ♣7، ♥7، ♦7، ♣2)

وتُعدّ كل توافيق من هذه حدثًا أوليًا تدخل ضمن الحدث المركب الذي نحسب احتماله.